# Tribute to Uncle Ray
Albums de Stevie Wonder
The Jazz Soul of Little Stevie
(1962) Recorded Live: The 12 Year Old Genius
(1963)
Tribute to Uncle Ray est le deuxième album de Stevie Wonder. Sorti chez Tamla Records en 1962, cet album a été enregistré alors que Wonder avait 11 ans.
Ce disque est un hommage à Ray Charles, la plupart des titres étant composés ou enregistrés par celui-ci.

## Liste des titres
| No  | Titre                          | Auteur                         | Durée |
| --- | ------------------------------ | ------------------------------ | ----- |
| 1.  | Hallelujah I Love Her So       |                                |       |
| 2.  | Ain't That Love                |                                |       |
| 3.  | Don't You Know                 |                                |       |
| 4.  | The Masquerade                 | Herbert Magidson, Allie Wrubel |       |
| 5.  | Frankie & Johnny (Traditional) |                                |       |
| 6.  | Drown in My Own Tears          | Henry Glover                   |       |
| 7.  | Come Back Baby                 |                                |       |
| 8.  | Mary Ann                       |                                |       |
| 9.  | Sunset                         | Stevie Wonder, Clarence Paul   |       |
| 10. | My Baby's Gone                 | Berry Gordy, Jr.               |       |